# 캐머런 댈러스
캐머런 댈러스(영어: Cameron Dallas, 1994년 9월 8일 ~ )는 미국의 인터넷 스타, 배우, 가수이다. 바인과 유튜브 영상들로 잘 알려져 있다.
현재 넷플릭스의 리얼리티 쇼 《체이싱 캐머런》을 진행하고 있다.

## 출연 작품
- 나쁜 이웃들 2 (2016)
- 익스펠드 (2014)
- 개구리왕국 (2013)